# Djédjé Apali
Pour les articles homonymes, voir Djédjé.
Djédjé Apali, né le 6 janvier 1975 à Orléans (Loiret) et mort le 12 juillet 2019 à Bezannes (Marne), est un acteur français.

## Biographie
Né d'un père ivoirien et d'une mère guadeloupéenne, Djédjé Apali grandit avec la triple culture métropolitaine, ivoirienne, antillaise. Après des études de commerce international, il se lance dans le métier de comédien. Il fait un court passage au Cours Florent en 2001, puis suit une formation au Studio Pygmalion et à l’école Française de doublage et de voix-off avec Gérard Cadet. À cette époque, il participe à différents longs métrages : Touristes, oh yes ! de Jean-Pierre Mocky, Eux seuls de Lionel Abeillon-Kaplan, 35 rhums de Claire Denis.
En 2004, il joue au théâtre dans Noir quand la lumière est éteinte, mise en scène par Christina Jouet. Il apparaît dans plusieurs courts métrages, dont Terre d'asile qui lui vaut le prix du Jury du jeune espoir masculin, au Festival Jean Carmet de Moulins.
Il décroche un premier rôle dans le film Après l'océan d’Éliane de Latour, sorti en 2009.
En 2011, il tourne dans le long métrage de Christophe Gros Dubois, Las Vegas Hotel, dans lequel il a le premier rôle masculin. Le film est sorti au cinéma en Guadeloupe et en Martinique.
En 2013, il joue dans Jeune et Jolie de François Ozon.
En 2016, il tient le rôle principal du second long métrage de Jean-Claude Barny, Le Gang des Antillais, librement adapté du livre autobiographique éponyme de Loïc Léry.
En 2017, il est tête d'affiche dans Djoli, film congolais de Glad Amog Lemra, entouré de Bruno Henry, Mira Loussi et Harvin Isma. Un an plus tard, il joue un dernier rôle en Italie.

### Disparition inquiétante et confirmation du suicide
Le 2 novembre 2020, sur demande du procureur de la République, le commissariat de police de Reims a lancé un appel à témoin après la constatation de la disparition du comédien depuis plus d’un an, après son dernier signalement en octobre 2019,.
Le journal Le Parisien annonce le 13 novembre 2020 que, selon le parquet de Reims, le corps d’une personne qui s’était suicidée en se précipitant sous un train dans la gare de Champagne-Ardenne TGV le 12 juillet 2019, a été identifié un an plus tard comme étant celui de Djédjé Apali. Il résidait à Reims depuis 2013.

## Filmographie

### Cinéma

#### Longs métrages
- 2003 : Eux seuls de Lionel Kaplan : José
- 2004 : Touristes ? Oh yes ! de Jean-Pierre Mocky : le réceptionniste
- 2003 : Querida Bamako d'Omer Oke et Txarli Llorente : Moussa
- 2008 : 35 rhums de Claire Denis : Martial
- 2008 : Après l'océan d'Éliane de Latour : Otho
- 2009 : Le Village des ombres de Fouad Benhammou : Hugo
- 2009 : American Translation de Jean-Marc Barr et Pascal Arnold : l'inspecteur Malherbe
- 2009 : Lost Destination (Verbo) d'Eduardo Chapero-Jackson : Hermes
- 2010 : Identité malsaine d'Amog Lemra : Djédjé Ouedraogo
- 2012 : La Braconne de Samuel Rondière : Issaou
- 2012 : Jeune et Jolie de François Ozon : Peter
- 2012 : Las Vegas Hôtel de Christophe Gros-Dubois : Landry
- 2014 : Lili Rose de Bruno Ballouard : le joueur de poker
- 2014 : Gooische Vrouwen 2 (Viper's Nest 2) de Will Koopman : Komo
- 2015 : Palmiers dans la neige (Palmeras en la nieve) de Fernando González Molina : Iniko
- 2016 : Le Gang des Antillais de Jean-Claude Barny : Jimmy Larivière
- 2017 : El Cuaderno de Sara de Norberto López Amado : Battiste
- 2017 : Djoli d'Amog Lemra : Glad
- 2019 : Un mundo prohibido de Salvador Calvo : Kato

#### Courts métrages
- 2003 : Afrique années 60 de Félicité Wouassi
- 2006 : Le ciel n'appartient pas aux oiseaux de Thibaud Oscar
- 2006 : Terre d'asile d'Alain Beigel : Houssema
- 2008 : Agosto de Marc Picavez : Malik
- 2010 : Septième jour (Siebter Tag) de Nadine Voss : Michel
- 2013 : Nulle part d'Askia Traoré : Jacky
- 2016 : Madame Cléante n'ira pas au cimetière de Pamela Varela : Léon

### Télévision

#### Téléfims
- 2010 : Demain je me marie de Vincent Giovanni : le curé
- 2011 : Mar de plástico de Sílvia Munt : Donald
- 2013 : Un cuento de Navidad de Silvia Quer : Balthazar
- 2014 : Ceux qui dansent sur la tête de Magaly Richard-Serrano : le chorégraphe

#### Séries télévisées
- 2012 : La smala s'en mêle, épisode Merci du cadeau de Thierry Petit : Jean-Manuel
- 2013 : Le Débarquement, saison 1, épisode 2, de Renaud Le Van Kim
- 2019 : Les Rivières pourpres, saison 2, de Olivier Barma : le majordome

### Voix
- 2012 : Aya de Yopougon de Clément Oubrerie et Marguerite Abouet : Mamadou

## Théâtre
- 2003 : Quai Ouest de Bernard-Marie Koltès, mise en scène Fabien Maffre
- 2004 : Noir quand la lumière est éteinte de Christina Jouet, mise en scène de l'auteur, La Cartoucherie
- 2004 : Toi, elle et moi, plus jamais de Djédjé Apali et Marie-Claire Davy, mise en scène Djédjé Apali
- 2006 : Pièce avec répétition et Claire en affaires de Martin Crimp, mise en scène Joël Jouanneau
- 2017 : Diner en ville de Christine Angot, mise en scène Richard Brunel

## Distinctions

### Récompense
- 2006 : prix du jury Jeune Espoir au festival Jean-Carmet de Moulins, pour Terre d'asile d’Alain Beigel

### Décoration
- 2013 :  Chevalier de l'ordre des Arts et des Lettres[8]